# I. e. 259
Évszázadok: i. e. 4. század – i. e. 3. század – i. e. 2. század
Évtizedek: i. e. 300-as évek – i. e. 290-es évek – i. e. 280-as évek – i. e. 270-es évek – i. e. 260-as évek – i. e. 250-es évek – i. e. 240-es évek – i. e. 230-as évek – i. e. 220-as évek – i. e. 210-es évek – i. e. 200-as évek
Évek: i. e. 264 – i. e. 263 – i. e. 262 – i. e. 261 –  i. e. 260 – i. e. 259 – i. e. 258 – i. e. 257 – i. e. 256 – i. e. 255 – i. e. 254

## Események

### Itália
- Rómában Lucius Cornelius Scipiót és Caius Aquillius Florust választják consulnak.
- Az első pun háborúban Scipio a flotta élén elfoglalja Karthágótól Korzikát és Szardínia déli részét. Az észak-szardíniai Olbia a punok kezén marad.
- Szicílián Hamilcar meglepi a rómaiak szövetségeseit, a thermaei csatában legyőzi őket és hatezer katonájukat lemészárolja. Ezután győzelmét kihasználva elfoglalja Ennát és Camarinát. Megerődíti Drepanumot és odaköltözteti Erüx lakóit.

## Születések
- Csin Si Huang-ti, Kína első császára

## Fordítás
- Ez a szócikk részben vagy egészben  a(z)   259 v. Chr című német Wikipédia-szócikk ezen változatának fordításán alapul.  Az eredeti cikk szerkesztőit annak laptörténete sorolja fel. Ez a jelzés csupán a megfogalmazás eredetét és a szerzői jogokat jelzi, nem szolgál a cikkben szereplő információk forrásmegjelöléseként.